# Стара Рудня (Поліський район)
Стара Рудня (до II половини XIX ст. — Рудня) — колишнє село в Україні Поліського району Київської області, що знято з обліку в зв'язку з відселенням мешканців внаслідок аварії на ЧАЕС.

## Географія
Село розміщується за 25 км від колишнього районного центру Поліське (Хабне), і за 6 км від колишньої залізничної станції Товстий Ліс. Лежить на р. Ілля, в яку впадає права притока Переварка.

## Історія
Час виникнення села невідомий. 1864 року у селі було 12 дворів та мешкало 62 особи, серед них 21 римо-католик, 1887 року — 113 осіб, здебільшого різночинців.
1900 року у 21 дворах мешкало 149 осіб. Мешканці займалися хліборобством.
До 1923 року у складі Мартиновицької волості Радомисльського повіту, після утворення 1932 року Київської області — Кливинській сільській раді (з середини 1970-х років — Веснянській сільській раді Поліського району).
Напередодні аварії на ЧАЕС у селі мешкало близько 180 осіб. У радянський час село підпорядковувалося Кливинській сільраді до середини 1970-х років, а потім Веснянській сільській раді Поліського району.
Село було виселене 10.06.1986 року внаслідок сильного радіаційного забруднення 1986 року. На момент евакуації населення становило 116 осіб. Мешканців села переселили до села Гланишів. Село офіційно зняте з обліку 1999 року через відсутність населення.
Після Чорнобильської катастрофи село увійшло до 30-кілометрової зони відчуження.
Частина території села згоріла під час лісових пожеж у 2020 році.
З лютого по квітень 2022 року село було окуповане російськими військами внаслідок вторгнення 2022 року.